# (5666) Rabelais
(5666) Rabelais es un asteroide perteneciente al cinturón de asteroides descubierto el 14 de octubre de 1982 por Liudmila Karachkina desde el Observatorio Astrofísico de Crimea (República de Crimea).

## Designación y nombre
Designado provisionalmente como 1982 TP1. Fue nombrado Rabelais en memoria de François Rabelais, escritor francés, destacado representante del humanismo europeo y autor de las obras literarias inmortales La vie inestimable du grand Gargantua, Père de Pantagruel y Pantagruel. El nombre se da con motivo del quinientos aniversario de su nacimiento, siguiendo una sugerencia de la Casa de la Sátira y el Humor de San Petersburgo.

## Características orbitales
Rabelais está situado a una distancia media del Sol de 2,483 ua, pudiendo alejarse hasta 2,788 ua y acercarse hasta 2,177 ua. Su excentricidad es 0,123 y la inclinación orbital 3,398 grados. Emplea 1429,42 días en completar una órbita alrededor del Sol.

## Características físicas
La magnitud absoluta de Rabelais es 13,3. Tiene 12,345 km de diámetro y su albedo se estima en 0,053. 